# Sansibar-Rupie
Die Sansibar-Rupie war eine Währung in Sansibar, die von 1908 bis 1936 Gültigkeit hatte. Heute zählen die Banknoten zu den seltensten und somit wertvollsten der Welt.

## Geschichte
Das damalige britische Protektorat Sansibar veröffentlichte seine erste eigene Währung im Jahre 1908 und ersetzte damit die gültige Indische Rupie. Nach nur 28 Jahren mit einer eigenen Währung trat Sansibar 1936 dem Currency Board bei und die Sansibar-Rupie wurde bei einem Wechselkurs von 1,5 Schilling = 1 Sansibar-Rupie durch den Ostafrikanischen Schilling ersetzt.

### Münzen
1908 wurden Münzen im Wert von 1, 10 und 20 Cent herausgegeben. 100 Cent ergaben 1 Rupie. Es gab nur eine Auflage der Münzen.

### Banknoten
Mit dem Datum vom 1. Januar 1908 wurden Banknoten mit den Werten 5, 10, 20, 50 und 100 Rupien gedruckt. Die zweite Auflage, mit den gleichen Werten, folgte am 1. August und am 1. September 1916. Bei der folgenden Auflage vom 1. September 1920 kamen eine 1- und eine 500 Rupien-Banknote hinzu. Mit dem Druckdatum vom 1. Februar 1928 folgte die letzte Auflage dieser Währung und auch nur mit den Werten 5, 10 und 20 Rupien.

## Aussehen

### Münzen
Die Gestaltung aller Münzen ist identisch. Sie unterscheiden sich in Gewicht, Größe oder Material. Auf der Bildseite befindet sich die Abbildung einer Palme, deren Stamm von zwei sich kreuzenden Fischschwänzen umschlungen wird. Die Beschriftung lautet: السلطان علي بن حمود; Übersetzung: Sultan 'Ali bin Hamud
| Wert | Material | Gewicht | Durchmesser |
| ---- | -------- | ------- | ----------- |
| 1    | Bronze   | 2,79 g  | 20,2 mm     |
| 10   | Bronze   | 9,40 g  | 30,9 mm     |
| 20   | Nickel   | 4,86 g  | 20,37 mm    |

### Banknoten

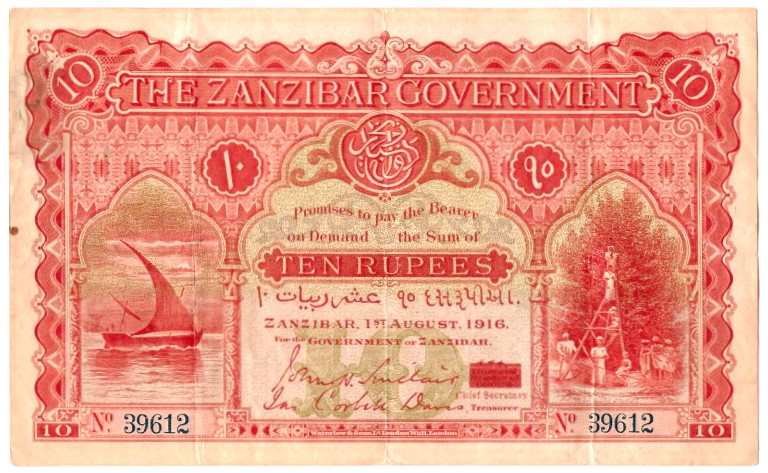
Banknote 10 Sansibar-Rupien von 1916

Das Bildmotiv ist auf den Noten aller Werte identisch, doch unterscheiden sich die unterschiedlichen Werte durch ihre Farbe.
Überschrieben mit „The Zanzibar Government“, ist das Motiv dreigeteilt, mit einem breiteren Element in der Mitte und zwei etwas schmaleren links und rechts davon. Als blicke man durch ein orientalisches Säulengewölbe in einer schmuckvollen Mauer, sind die äußeren Elemente bebildert, links mit einem  Dau im Mondlicht, rechts mit acht Obstpflückern und einer Leiter.
In der Mitte befindet sich folgender Text: Promises to pay the bearer on Demand the sum of (Twenty) Rupees – Zanzibar, (January 1st, 1908) – For The Government of Zanzibar. Darunter, in einem Farbfeld, ist der Wert in lateinischen Schrift ausgeschrieben. Unterhalb dieses Feldes befinden sich arabische Schriftzeichen. Die Unterschriften von C. Akers, Financial Member of the Council, und J. Corbitt Davis, Treasurer, zieren den unteren Bereich der Mitte. Klein ist in der unteren Leiste „Waterlow&Sons London Wall London“ zu lesen. Der Wert der Banknote ist in lateinischer Schrift in den Ecken abgebildet. Die Rückseite ist leer.
Sofern beim heutigen Zustand nachvollziehbar, sind die Grundfarben der Werte in etwa folgendermaßen angelegt:
- 1-Rupie-Note: blau
- 5-Rupien-Note: schwarz
- 10-Rupien-Note: rot
- 20-Rupien-Note: grün
- 50-Rupien-Note: braun
- 100-Rupien-Note: königsblau[7]

## Heutiger Wert
“It doesn’t matter if you don’t know where Zanzibar is, just know that all banknotes from Zanzibar are rare and valuable.”

„Es ist unerheblich, wenn Du nicht weißt, wo Sansibar liegt, wisse nur, dass alle Banknoten aus Sansibar rar und wertvoll sind.“

So heißt es auf einer Internetseite und es leuchtet ein, da dieses Papiergeld nur in kleiner Auflage gedruckt wurde und es insgesamt wahrscheinlich weniger als 500 erhaltene Scheine gibt.
Einige der rarsten Banknoten der Welt stammen aus Sansibar. So wurde 2011 bei einer Auktion in London ein Set von vier Banknoten (5, 10, 20 und 100 Rupien) für die Summe von 175.890 £ versteigert (über 200.000 Euro). Am wertvollsten ist die 500-Rupien-Note.
Auch die Münzen erringen Preise von über 2.000 bis über 4.000 US-Dollar.